# 腋斑葉鰕虎魚
腋斑葉鰕虎魚（学名：[Gobiodon axillaris] 错误：{{Lang}}：文本有斜体标记（帮助）），为輻鰭魚綱鱸形目鰕虎亞目鰕虎科葉鰕虎魚屬下的一个种，分布於西太平洋澳洲、帛琉海域，棲息在珊瑚礁區，生活習性不明。

## 扩展阅读
- 維基物種上的相關：腋斑葉鰕虎魚